# Descompressor

Esquema d'un depressor.
Inlet Gauge - Manòmetre d'entrada.
outlet Gauge - Manòmetre de sortida.
Diaphragm - Diafragma de regulació.
Pressure Adjustment Handle - Pom de regulació.
Poppet - Vàlvula

Un descompressor és un dispositiu per a reduir la pressió d'un clos o un recipient, o també una petita vàlvula que pot comunicar la cambra de combustió amb l'atmosfera i que hom acciona manualment amb independència de la vàlvula d'admissió o d'escapament. També, com el seu nom indica, és quelcom per reduir la pressió. En la indústria es fa servir amb el nom de manoreductor que, a més, regula el flux d'un gas. Una característica comuna a tots els dispositius és que, mentre que la pressió d'entrada és variable, (va disminuint a mesura que es buida el dipòsit), la pressió de sortida es manté constant.
En informàtica, un descompressor és un programa que permet retornar al seu estat original qualsevol fitxer que hagi estat prèviament comprimit per a reduir-ne la mida.

## Història
On primer es van utilitzar els descompressors, és en motors de combustió interna i en calderes. En el primer cas, és un sistema eficaç per, en el moment d'arrencada, moderar els efectes de la compressió, o, en cas contrari, per a aturar el motor. En el cas de les calderes, és un sistema de seguretat per evitar que la pressió sigui superior als valors per als quals han estat construïdes.
A principis del segle xx es va desenvolupar la soldadura autògena i, en utilitzar-se en aquesta gasos comprimits a alta pressió, va sorgir la necessitat d'aparells per a regular aquesta pressió. També s'utilitzen descompressors en el busseig amb escafandre autònoma, ja que el regulador el va inventar Jacques Cousteau cap a l'any 1936. En tots aquests casos, el fet de disposar un escanyament no serveix, ja que la pressió variaria segons la pressió del dipòsit contenidor del gas a pressió.

## Funcionament

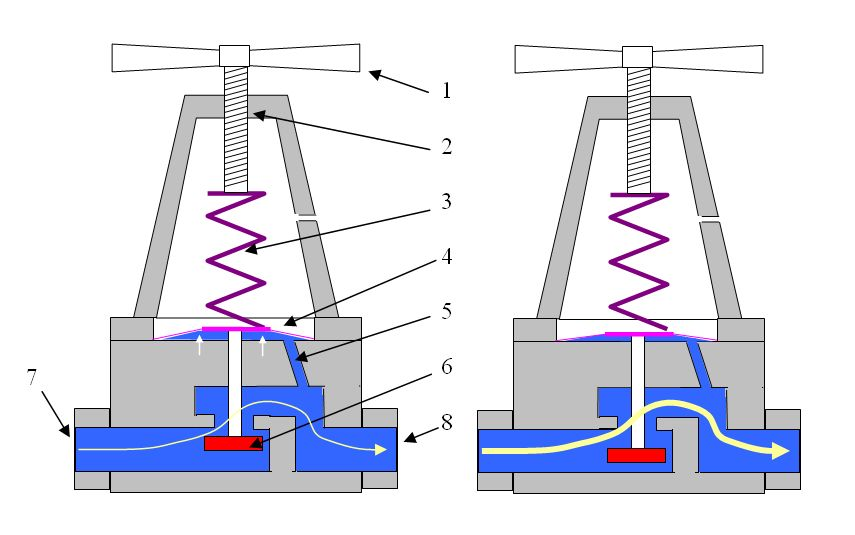
Funcionament d'un descompressor.
1 Maneta de regulació.
2 Rosca de regulació.
3 Molla de regulació.
4 Diafragma.
5 Conducte d'unió.
6 Vàlvula de pas.
7 Entrada alta pressió.
8 Sortida baixa pressió.

Cal distingir que hi ha descompressors d'una etapa o de més d'una, però sempre actuen sota el mateix principi. Existeixen dues cambres que s'anomenen la cambra d'alta, que és per on entra el fluid o gas sotmès a alta pressió, i la cambra de baixa que és la pressió que volem obtenir. Aquestes cambres estan unides per una vàlvula que es regula mitjança la posició d'una membrana (diafragma) o pistó i per la tensió d'unes molles que permeten la seva obertura, ió de la cambra de baixa cau per sota de la pressió desitjada en aquesta, mitjançant el desplaçament del diafragma o pistó